# Isola Buromskiy
L'isola Buromskiy è una piccola isola situata a 0,6 km a sud dell'isola Haswell nelle isole Haswell nella Terra della Regina Maria in Antartide. L'isola che ha una larghezza di circa 200 m e una larghezza di 100 m, fu scoperta e mappata dalla durante la spedizione Aurora guidata da  Douglas Mawson tra il 1911 e il 1914. Fu poi fotografata dalla spedizione sovietica del 1958 e prese il nome da Nikolaj Ivanovič Buromskij, l'idrografo della spedizione che perse la vita in Antartide nel 1957. Si trova 2,7 km a nord di punta Mabus, il sito dove è ubicata la stazione russa Mirnyj.

## Siti e monumenti storici

### Cimitero dell'isola Buromskiy
L'isola ospita un cimitero dove sono tumulati diversi cittadini dell'Unione Sovietica, della Cecoslovacchia, della Repubblica Democratica Tedesca e della Svizzera che morirono durante le spedizioni antartiche sovietiche prima e russe poi. È stato designato sito o monumento storico (HSM 9) a seguito di una proposta della Russia alla riunione consultiva del Trattato Antartico.

### Pietra di Ivan Chmara
Una pietra con una targa incisa commemora Ivan Chmara, un autista-meccanico della prima spedizione antartica sovietica che morì il 21 gennaio 1956 mentre svolgeva i suoi compiti sulla banchisa. La pietra fu originariamente eretta nella vicina punta Mabus, ma in seguito spostata sull'isola nel 1974, vista l'attività di costruzione della stazione Mirnyj. La Pietra di Ivan Chmara è stata designata sito o monumento storico (HSM 7) a seguito di una proposta della Russia alla riunione consultiva del Trattato sull'Antartide.